# Мануел Ривера Ортиз
Мануел Ривера-Ортиз (енгл. Manuel Rivera-Ortiz) је фотограф пореклом из Порторика, рођен 23. децембар 1968, познат фотографски есеј живота за људе у земљама у развоју.
Његова дела спадају у сталне збирке неколико музеја, укључујући и Георге Еастман кућа (Међународни музеј фотографије и филма). Године 2004, освојио је награду фотографије Ср Фочо, а 2007 освојио је уметник Година Уметност и култура Савета за Велику Роцхестер (Arts and Cultural Council for Greater Rochester).

## Галерија
- Дуван жетве, Куба, 2002
- Widow Of The Mines, Потоси, Боливија, 2004
- City Dump, Yamuna River Slum, Делхи, Индија, 2005